# Washington Wizards 2013-2014
La stagione 2013-14 dei Washington Wizards fu la 53ª nella NBA per la franchigia.
I Washington Wizards arrivarono secondi nella Southeast Division della Eastern Conference con un record di 44-38. Nei play-off vinsero il primo turno con i Chicago Bulls (4-1), perdendo poi la semifinale di conference con gli Indiana Pacers (4-2).

## Roster
| N° | Naz.                       | Ruolo | Sportivo        | Anno | Alt. | Peso |
| -- | -------------------------- | ----- | --------------- | ---- | ---- | ---- |
| 1  | Rep. Dominicana (bandiera) | A     | Trevor Ariza    | 1985 | 203  | 91   |
| 2  | Stati Uniti (bandiera)     | G     | John Wall       | 1990 | 193  | 89   |
| 3  | Stati Uniti (bandiera)     | G     | Bradley Beal    | 1993 | 191  | 94   |
| 4  | Polonia (bandiera)         | C     | Marcin Gortat   | 1984 | 211  | 109  |
| 6  | Stati Uniti (bandiera)     | G     | Eric Maynor     | 1987 | 191  | 79   |
| 7  | Stati Uniti (bandiera)     | A     | Al Harrington   | 1980 | 206  | 104  |
| 9  | Stati Uniti (bandiera)     | A     | Martell Webster | 1986 | 201  | 95   |
| 13 | Francia (bandiera)         | A     | Kevin Séraphin  | 1989 | 205  | 120  |
| 14 | Stati Uniti (bandiera)     | G     | Glen Rice       | 1991 | 198  | 93   |
| 17 | Stati Uniti (bandiera)     | G     | Garrett Temple  | 1986 | 198  | 86   |
| 22 | Stati Uniti (bandiera)     | A     | Otto Porter     | 1993 | 206  | 90   |
| 24 | Stati Uniti (bandiera)     | G     | Andre Miller    | 1976 | 188  | 91   |
| 24 | Rep. Ceca (bandiera)       | A     | Jan Veselý      | 1990 | 211  | 109  |
| 31 | Stati Uniti (bandiera)     | A     | Chris Singleton | 1989 | 203  | 104  |
| 35 | Stati Uniti (bandiera)     | A     | Trevor Booker   | 1987 | 201  | 110  |
| 42 | Brasile (bandiera)         | AC    | Nenê Hilário    | 1982 | 211  | 118  |
| 90 | Stati Uniti (bandiera)     | C     | Drew Gooden     | 1981 | 208  | 104  |

## Staff tecnico
- Allenatore: Randy Wittman
- Vice-allenatori: Don Newman, Don Zierden, Sam Cassell, Ryan Saunders, Pat Sullivan
- Preparatore fisico: Drew Cleary
- Preparatore atletico: Eric Waters